# Ченто (Болоња)
Ченто (итал. Cento) је насеље у Италији у округу Болоња, региону Емилија-Ромања.
Према процени из 2011. у насељу је живело 409 становника. Насеље се налази на надморској висини од 27 м.